# Calciumbenzoaat
Calciumbenzoaat is het calciumzout van benzoëzuur, met als brutoformule C14H10CaO4. De zuivere stof komt voor als een kleurloze vaste stof, die slecht oplosbaar is in water.

## Toepassingen
Calciumbenzoaat wordt toegepast als een conserveringsmiddel dat gisten, bacteriën en schimmels doodt. Het E-nummer is E213. De stof wordt toegevoegd aan frisdrank, vruchtensap, concentraten, sojamelk, sojasaus, brood en gebak.